# Cratere Natalia
Natalia è un cratere sulla superficie di Venere.  